# Minúscula 52
Minúscula 52 (en la numeración Gregory-Aland), ε 345 (Soden) es un manuscrito griego en minúsculas del Nuevo Testamento, en hojas de pergamino. El códice fue escrito en 1285 o 1286. El manuscrito tiene contenidos complejos y marginalia completa.

## Descripción
El códice contiene el texto completo de los cuatro Evangelios en 158 hojas (tamaño de 16.5 cm por 12.5 cm). El texto está escrito en una columna por página, 27-30 líneas por página, en elegantes letras minúsculas. Las grandes letras iniciales están en rojo.
El texto está dividido de acuerdo a los κεφαλαια (capítulos), cuyos números se colocan al margen del texto. También tiene una división de acuerdo con las más pequeñas Secciones Amonianas, con referencias a los Cánones de Eusebio.
Contiene Prolegómenos, marcas de leccionario en el margen (para uso litúrgico), ilustraciones, Menaion y suscripciones al final de los Evangelios.

## Texto
El texto griego de este códice es representativo del tipo textual bizantino. Aland lo colocó en la Categoría V. Según el Perfil del Método de Claremont, representa a la familia Kx en Lucas 1 y Lucas 20. En Lucas 10 ningún perfil fue hecho. Crea un grupo textual junto con la minúscula 46.

## Historia
El manuscrito perteneció a Joasaph, un monje. William Laud se convirtió en su propietario en 1640.
Fue examinado por Mill (como Laud. 5) y Griesbach.
Fue añadido a la lista de manuscritos del Nuevo Testamento por Wettstein. C. R. Gregory lo vio en 1883.
En la actualidad se encuentra en la Bodleian Library (Laud. Gr. 3), en Oxford.

## Lectura adicional
- A. Turyn (1980). «Dated Greek Manuscripts of the Thirteenth and Fourteenth Centuries in the Libraries of Great Britain». Dumbarton Oaks Series 27. Washington D.C. pp. 44 ff.

- Datos: Q1937623